# Prima Categoria 1906
La Prima Categoria 1906 è stata la 9ª edizione del massimo campionato italiano di calcio, disputata tra il 7 gennaio e il 6 maggio 1906 e conclusa con la vittoria del Milan, al suo secondo titolo.
Capocannoniere del torneo è stato Guido Pedroni (Milan) con 3 reti.
La vittoria del campionato fu assegnata con uno doppio spareggio fra la Juventus e il Milan, entrambe classificatesi in testa nel girone finale. Il pareggio per 0-0 nella prima partita fra le due squadre rese necessaria la ripetizione della sfida; tuttavia, il secondo incontro non fu disputato per il ritiro dei bianconeri. I rossoneri vinsero quindi la partita per 2-0 a tavolino e conquistarono automaticamente il titolo.

## Stagione
Il torneo fu il nono campionato italiano di calcio organizzato dalla Federazione Italiana del Football (FIF).

### Formula
Il campionato di «Categoria A» mantenne invariato il regolamento dell'anno precedente, basato su gare di andata e ritorno, mentre le eliminatorie regionali erano seguite da una fase nazionale strutturata su un triangolare, cui si qualificava una sola rappresentante per regione.

### Avvenimenti
Lo svolgimento del nono campionato italiano di calcio fu alquanto turbolento, essendo tormentato sia da vicissitudini legate al maltempo che da controversie regolamentari. Le prime polemiche si verificarono in occasione del match di ritorno dell'eliminatoria lombarda fra Milanese e Milan giocatosi il 14 gennaio e vinto dai rossoneri. Al termine della sfida, la Milanese presentò due reclami contro l'omologazione del risultato: uno perché riteneva che il Milan avesse schierato un giocatore, l'olandese François Menno Knoote, contro i regolamenti; l'altro perché la partita era stata interrotta 4 minuti prima del 90' causa oscurità. La Federazione il 28 gennaio deliberò di non omologare l'incontro e di farlo rigiocare il 4 febbraio, ma a quel punto la Milanese decise cavallerescamente di accettare il verdetto del campo, accontentandosi di aver avuto soddisfazione dal punto di vista giuridico. Il Milan, il quale aveva battuto i rivali cittadini anche nella partita di andata, poté così accedere al girone finale con il Genoa, giustiziere dell'Andrea Doria, e la Juventus, unica squadra piemontese iscritta al torneo.
In principio, il girone finale fu condizionato dalle cattive condizioni atmosferiche: l'11 febbraio era in programma Milan-Genoa, ma i liguri non riuscirono a recarsi a Milano a causa di una nevicata. I lombardi, con un atto di galanteria, non chiesero la vittoria per forfait e quindi la partita fu posticipata all'8 aprile, mentre il 4 marzo si tenne Genoa-Milan. La settimana successiva, per lo stesso motivo, non si giocò Juventus-Milan, anch'essa spostata a marzo. Successivamente, la situazione si complicò in seguito ad accese polemiche arbitrali. Durante Juventus-Genoa del 18 marzo il direttore di gara Umberto Meazza di Milano fu protagonista di decisioni contestate: dapprima annullò un gol ai liguri per fuorigioco, poi assegnò loro due calci di rigore (forse per compensazione) entrambi parati dal portiere piemontese Durante. Quando poi il genoano Goetzlof commise un brutto fallo contro lo juventino Diment, un litigio fra un giocatore del Genoa e uno spettatore degenerò in una rissa a cui parteciparono anche calciatori e dirigenti delle due società. La partita fu sospesa sull'1-0 per la Juventus. La FIF programmò la ripetizione del match per il 25 marzo sempre a Torino, ma il Genoa scelse di non scendere in campo per l'aperta ostilità del pubblico juventino. Il replay fu quindi spostato ad aprile sul terreno neutro di Milano, ma la vittoria della Juventus spinse il Genoa, che era matematicamente escluso dalla lotta scudetto, a non presentarsi all'ultima gara contro il Milan, concedendo la vittoria a tavolino ai rossoneri.
La rinuncia dei liguri, unita alla vittoria del Milan del 22 aprile contro la Juventus nel match conclusivo, permise così ai lombardi di piazzarsi primi nel girone a pari merito con i piemontesi, fatto che rese necessario uno spareggio da disputarsi sul campo della società col maggior numero di reti segnate. In teoria, essa avrebbe dovuto essere il Milan, grazie ai 2 gol assegnati d'ufficio contro il Genoa, che portavano il loro computo a 6 contro i 5 juventini. La FIF, però, stabilì che le suddette marcature non andavano conteggiate a tal fine in quanto fittizie: di conseguenza i campioni in carica, grazie alle loro 5 reti "reali" contro le 4 rossonere, ottennero che lo spareggio si disputasse a Torino. La sfida terminò in parità e si dovette individuare, come da regolamento, un campo neutro per la nuova sfida. Essendo per ovvie ragioni di ordine pubblico impossibile giocare a Genova, la FIF individuò come campo neutro il terreno della US Milanese. La Juventus, nella persona del presidente Alfred Dick, non accettò tuttavia la designazione, ritenendo la sede di Milano non neutrale, e, avendo invano chiesto lo spostamento dell'incontro ad Alessandria o Vercelli, diede forfait, risolvendo a favore del Milan il tribolato torneo.

## Squadre partecipanti

### Liguria
| Club         | Stagione  | Città  | Campo                           | Stagione precedente                           |
| ------------ | --------- | ------ | ------------------------------- | --------------------------------------------- |
| Andrea Doria | dettaglio | Genova | Campo di Cornigliano            | Eliminatoria ligure in Prima Categoria        |
| Genoa        | dettaglio | Genova | Campo sportivo di Ponte Carrega | 2º posto nel girone finale in Prima Categoria |

### Lombardia
| Club        | Stagione  | Città  | Campo                         | Stagione precedente                           |
| ----------- | --------- | ------ | ----------------------------- | --------------------------------------------- |
| Milan       | dettaglio | Milano | Campo Milan di Porta Monforte | Eliminatoria lombarda in Prima Categoria      |
| US Milanese | dettaglio | Milano | Campo di Via Comasina         | 3º posto nel girone finale in Prima Categoria |

### Piemonte
| Club     | Stagione  | Città  | Campo               | Stagione precedente              |
| -------- | --------- | ------ | ------------------- | -------------------------------- |
| Juventus | dettaglio | Torino | Velodromo Umberto I | Vincitrice della Prima Categoria |

## Risultati

### Calendario

#### Eliminatoria ligure
| Arbitro: | Suter (Milano) |

|                            |           |      |
| ? 10’ Pasteur II 15’ Mayer | Marcatori | Amey |

| Arbitro: | Camperio (Milano) |

|  |           |           |
|  | Marcatori | Gromadzki |

##### Verdetto
- Genoa qualificato al girone finale.

#### Eliminatoria lombarda
| Arbitro: | Bosisio (Milano) |

|                                  |           |                            |
| Pedroni Giger Malvano Widmer 90’ | Marcatori | Boiocchi Franziosi Varisco |

| Arbitro: | Suter (Milano) |

|           |           |                  |
| Cremonesi | Marcatori | 15’ Widmer Rizzi |

##### Verdetto
- Milan qualificato al girone finale.

#### Eliminatoria piemontese

##### Verdetto
- Juventus unica iscritta e qualificata al girone finale.

#### Girone finale

##### Classifica finale
|  | Pos. | Squadra  | Pt | G | V | N | P | GF | GS | DR |
|  | ---- | -------- | -- | - | - | - | - | -- | -- | -- |
|  | 1.   | Milan    | 5  | 4 | 2 | 1 | 1 | 6  | 4  | +2 |
|  | 2.   | Juventus | 5  | 4 | 2 | 1 | 1 | 5  | 3  | +2 |
|  | 3.   | Genoa    | 2  | 4 | 0 | 2 | 2 | 3  | 7  | -4 |

Legenda:
      Campione d'Italia

### Verdetto
- Milan campione d'Italia 1906.

### Squadra campione
| Formazione tipo (2-3-5)                                                              | Giocatori (ruolo)                          |
| ------------------------------------------------------------------------------------ | ------------------------------------------ |
| Trerè II Kilpin Moda Bosshard Giger Heuberger Pedroni I Rizzi Widmer Trerè I Malvano | Attilio Trerè (portiere)                   |
| Trerè II Kilpin Moda Bosshard Giger Heuberger Pedroni I Rizzi Widmer Trerè I Malvano | Herbert Kilpin (terzino destro e capitano) |
| Trerè II Kilpin Moda Bosshard Giger Heuberger Pedroni I Rizzi Widmer Trerè I Malvano | Guido Moda (terzino sinistro)              |
| Trerè II Kilpin Moda Bosshard Giger Heuberger Pedroni I Rizzi Widmer Trerè I Malvano | Oscar Joseph Giger (centro mediano)        |
| Trerè II Kilpin Moda Bosshard Giger Heuberger Pedroni I Rizzi Widmer Trerè I Malvano | Hans Mayer Heuberger (mediano sinistro)    |
| Trerè II Kilpin Moda Bosshard Giger Heuberger Pedroni I Rizzi Widmer Trerè I Malvano | Alfred Bosshard (mediano destro)           |
| Trerè II Kilpin Moda Bosshard Giger Heuberger Pedroni I Rizzi Widmer Trerè I Malvano | Guido Pedroni (ala destra)                 |
| Trerè II Kilpin Moda Bosshard Giger Heuberger Pedroni I Rizzi Widmer Trerè I Malvano | Umberto Malvano (ala sinistra)             |
| Trerè II Kilpin Moda Bosshard Giger Heuberger Pedroni I Rizzi Widmer Trerè I Malvano | Giuseppe Rizzi (mezzala destra)            |
| Trerè II Kilpin Moda Bosshard Giger Heuberger Pedroni I Rizzi Widmer Trerè I Malvano | Alessandro Trerè (mezzala sinistra)        |
| Trerè II Kilpin Moda Bosshard Giger Heuberger Pedroni I Rizzi Widmer Trerè I Malvano | Ernst Widmer (centro attacco)              |

### Risultati

#### Calendario
| Andata (1ª) | Andata (1ª)   | Prima giornata | Ritorno (4ª) | Ritorno (4ª) |
|             |               |                |              |              |
| 21 gen.     | 1-1           | Genoa-Juventus | 0-2          | 1º apr.      |
| 21 gen.     | Riposa: Milan |                |              | 1º apr.      |

| Andata (2ª) | Andata (2ª)      | Seconda giornata | Ritorno (5ª) | Ritorno (5ª) |
|             |                  |                  |              |              |
| 4 mar.      | 2-2              | Genoa-Milan      | 0-2          | 8 apr.       |
| 4 mar.      | Riposa: Juventus |                  |              | 8 apr.       |

| Andata (3ª) | Andata (3ª)   | Terza giornata | Ritorno (6ª) | Ritorno (6ª) |
|             |               |                |              |              |
| 11 mar.     | 2-1           | Juventus-Milan | 0-1          | 22 apr.      |
| 11 mar.     | Riposa: Genoa |                |              | 22 apr.      |

#### Spareggio primo posto
| Torino 29 aprile 1906 Spareggio | Juventus       | 0 – 0 (d.t.s.) referto | Milan | Velodromo Umberto I\| Arbitro: \| Suter (Milano) \| |
| Arbitro:                        | Suter (Milano) |                        |       |                                                     |

| Milano 6 maggio 1906, ore 15:00 Ripetizione | Milan          | 2 – 0 (tav.) referto | Juventus | Campo di Via Comasina\| Arbitro: \| Suter (Milano) \| |
| Arbitro:                                    | Suter (Milano) |                      |          |                                                       |